# Јуан (династија Хан)
Јуан Ди, Јуан или цар Сјао-јуан (кин: 孝元皇帝; пин: Xiàoyuán huángdì; 75. п. н. е. Чанган — 3. јул 33. п. н. е. Чанган) био је цар Кине из династије Западни Хан (48—33. п. н. е.).
Име по рођењу цара Јуана било је Лију Ши (кин: 刘奭; пин: Liú Shì). Сходно кинеској традицији, за њега се користи постхумно име, док је сам владар користио бројна владарска имена. Постхумно име му је управо било цар Сјао-јуан, додељивано брижним владарима. По том имену се у историји и наводи. Цар Јуан је током своје владавине користио четири владарска имена, тј. имена ере: Чу-јуан (кин: 初元; пин: Chūyuán; 48—44. п. н. е.), Јунг-гуанг (кин: 永光; пин: Yŏngguāng; 44—39. п. н. е.), Ђијен-џао (кин: 建昭; пин: Јiànzhāo; 39—34. п. н. е.) и Ђинг-нинг (кин: 竟宁; пин: Jìngníng; 34—33. п. н. е.).
Рођен је као син Лију Сјина, принца из династије Хан који је због завере свог деде против цара Вуа био осуђен да живи као обичан поданик, и његове супруге скромног порекла Сју Пингђун. Међутим, услед смрти цара Џаоа 74. п. н. е. и неподобности Лију Хеа, принца од Чанг-јиа, да преузме царски престо, Лију Сјин, касније познат као цар Сјуен, уздигнут је на престо од стране генерала и старешине царског секретаријата Хуо Гуанга. Пошто је желео да осигура свој положај најутицајније личности у царству, Хуо Гуанг је хтео да уда своју кћерку Хуо Шенгђун за цара. Како је препрека томе била царева приврженост Сју Пингђун, она је била отрована 71. п. н. е. а цар тада ожењен Хуо Гуанговом кћерком. Смрћу Хуо Гуанга 68. п. н. е. и потискивањем његове породице, Лију Ши је успео да задржи своје наследно право неповређеним.
Лију Ши је касније дошао под велики утицај конфучијанства, нарочито Гулијангове школе проучавања Анала Пролећа и Јесени која је у то време била доминантна на царском двору. Конфучијански учењаци су почели одлучније да траже „владање помоћу обреда”, чему се прикључио и Лију Ши као крунски принц. Он је свом оцу рекао:
Ваше величанство сувише строго примењује кажњавање. Боље би било да запослите конфучијанске учењаке.
На шта му је цар оштро узвратио:
Наша династија Хан има сопствене институције, засноване на принципу владања помоћу принуде и врлине. Зашто бисмо се ослањали само на морално васпитање и усвојили облик владавине династије Џоу?
Наиме, конфучијански учењаци су били присталице владања помоћу моралног васпитања и коришћења старог начина владавине династије Џоу, начина који је почивао на три начела: на стављању политичког тежишта, не на вођење ратова против страних држава већ на моралном васпитању; потпуном напуштању легалистичке традиције наслеђене од династије Ћин и истицање моралног васпитања; и подражавању војводе од Џоуа у унапређивању обреда и музике и успостављање институција Хана утемељених на конфучијанским идеалима. Разочаран оваквим синовљевим ставом и његовом неодлучношћу, цар Сјуен је хтео да га смени са положаја наследника, али на крају ипак није то урадио.
Дошавши на власт после очеве смрти 48. п. н. е. цар Јуан је због склоности према конфучијанству и књижевности умногоме променио његову политику. Према Хан шуу:
Цар је у аудијенцији примао људе са разним плановима и сугестијама и свакако се надао да ће његов предлог бити прихваћен... Дошло је до надметања у критици постојећих институција и истицању потребе за променом. Понекад су предложене промене које се нису могле спровести па је то довело до обнове првобитне политике. Дворани су оспоравали једни друге, па нижи службеници и обични људи нису знали коме да верују.
Сијао Вангџи, Лију Сијанг и други теоретичари познати по свом познавању Пет класика уверили су цара Јуана да треба да опонаша старе институције. Међутим, нису били у стању да тачно опишу садржај обреда ранијих владара, нису чак ни били у могућности да се сложе око њихових кључних елемената. То стање повећало је неодлучност цара Јуана, а она је доводила до честих промена политике и понекад изазивала велики хаос.
Уз подршку учењака, започете су велике реформе. Цар је укинуо државни монопол на со и гвожђе, пољопривредну канцеларију у Беиђијау, постојеће амбаре и три кројачке радионице за сезонска одела у држави Ћи. Такође су ограничене такмичарске игре, смањен број царевих посета царском парку и укинута стража испред Ђијенџанг и Ганћуен палате. Осим тога, цар је наредио племићима да за половину смање стражу испред својих праотачких храмова. Главарина се по новим уредбама плаћала на децу старију од седам година, чиме је укинута ранија главарина за децу старију од три године. Коморнику за царске штале наређено је да смањи број коња, а управитељима царских шума и рибњака да смање број животиња месоједа. Према царском указу, укинута је дворска служба за кочије, коње и псе. Нека царска ловишта и имања отворена су за сиромашне сељаке, и дозвољено им је да на њима обрађују земљу и гаје житарице. Реформисани су и праотачки храмови. Према новом систему, укинути су храмови посвећени далеким царским прецима, на нивоу војних заповедништва и краљевине. Једини изузеци били су храмови посвећени Гао-цуу, оснивачу династије Хан, и цару Вену. Такође су укинути храмови посвећени царицама и племићима припадницима претходних генерација.
Цар Јуан се, попут својих претходника, бавио и образовањем. Упркос малом броју професора и ученика, високи службеници на царском двору све више су долазили из редова високо образованих, захваљујући званичној политици промоције искључиво конфучијанског учења. Повећање броја конфучијанских службеника подстакло је и процват школа, а број студената вртхоглаво се повећавао. Цар Јуан је усвојио додатне мере за подстицање конфучијанског учења, укључујући и указ о изузимању пореза и кулука људи упућених у поједине класике, као и указ којим се одобрава да се на Царском универзитету упише неограничен број студената. Касније је због недостатка средстава тај број ограничен на 1.000 студената. Јуан је био поставио професора да предаје Ђијанг Фангово тумачење Класичне књиге промена, али је касније повукао своју одлуку.
Биланс Јуанове владавине у одређеној мери је контроверзан. Цар Јуан је промовисао конфучијанство као кинеску државну религију, именовавши конфучијанске учењаке на важне државне положаје. Традиционално је описиван као благ човек који је искрено бринуо за своје поданике. Међутим, упркос његовим настојањима, царска власт је почела да слаби првенствено услед његове неодлучности и неспособности да заустави фракцијске борбе унутар сопствене администрације, где је био склон да поклони поверење корумпираним службеницима.
Цар Јуан је умро 3. јула 33. п. н. е. у својој престоници Чангану. Наследио га је син Лију Ао, који ће постати познат као цар Ченг. Јуан је имао једну супругу првог реда, царицу Ванг Џенгђун, која је била утицајна још за време његове владавине и чији ће клан Ванг на крају довести до пада династије Западни Хан. Остале цареве супруге биле су нижег реда, од којих се највише истичу Фу и Фенг Јуан, његова омиљена супруга. Фу је покушала да наметне свог сина за наследника, али у томе није успела и престо је наследио син царице Ванг Џенгђун.